# Vi nhung mao
Vi nhung mao (tiếng Anh: microvillus) là các phần bào tương đẩy màng tế bào lồi lên mặt tự do làm tăng diện tích bề mặt tế bào  và tham gia nhiều chức năng như hấp thụ, bài tiết, liên kết tế bào.

## Cấu trúc
Vi nhung mao được bao phủ trong màng bao tương, bao quanh tế bào chất và vi sợi. Trong bào tương của vi nhưng mao có những xơ actin và những enzyme cần cho sự trao đổi chất.

### Vị trí
Các vi nhung mao xếp hàng liên tiếp nhau tạo thành một cấu trúc gọi là diềm bàn chải được tìm thấy trên bờ tự do của một số tế bào biểu mô, chẳng hạn như ở ruột non. (Vi nhung mao không nên nhầm lẫn với nhung mao ruột. Nhung mao ruột được tạo thành từ nhiều tế bào. Mỗi tế bào này có nhiều vi nhung mao.) Quan sát thấy vi nhung mao trên màng bào tương của trứng, hỗ trợ neo giữ tinh trùng đã xâm nhập vào lớp vỏ ngoại bào của trứng.
Vi nhung mao xuất hiện trên bề mặt tế bào bạch cầu, vì chúng hỗ trợ tế bào bạch cầu di chuyển.

### Mối quan hệ với tế bào
Như đã đề cập, vi nhung mao có tác dụng tăng diện tích trao đổi bề mặt của màng tế bào
Chiều dài và thành phần của vi nhung mao có thể khác nhau đôi chút, tùy thuộc vào các cơ quan khác nhau cùng một sinh vật.
Ví dụ, vi nhung mao trong ruột non và ruột già ở chuột hơi khác nhau về chiều dài và số lượng lớp phủ bề mặt.

## Ý nghĩa lâm sàng

### Phá hủy vi nhung mao
Phá hủy của vi nhung mao dẫn đến triệu chứng kém hấp thu chất dinh dưỡng và gây nên tiêu chảy thẩm thấu kéo dài, thường đi kèm với sốt.
Thật vậy, bệnh nhiễm trùng do phân nhóm EPEC Escherichia coli, trong bệnh coeliac và bệnh liên quan tới vi nhung mao (một bệnh di truyền đặc trưng do vi nhung mao khiếm khuyết).
Phá hủy vi nhung mao đôi khi lại có lợi, vì trong trường hợp tế bào bạch cầu mất vi nhung mao có thể làm cản trở sự tự phát của bệnh tự miễn.